# Kaskadérství
Kaskadérství je filmová a divadelní profese.

## Původní význam slova
V původním významu tohoto slova se jedná o artistu (cirkusového či varietního umělce), který předvádí kaskády (soustavy skoků, pádů, přemetů a dalších akrobatických prvků).

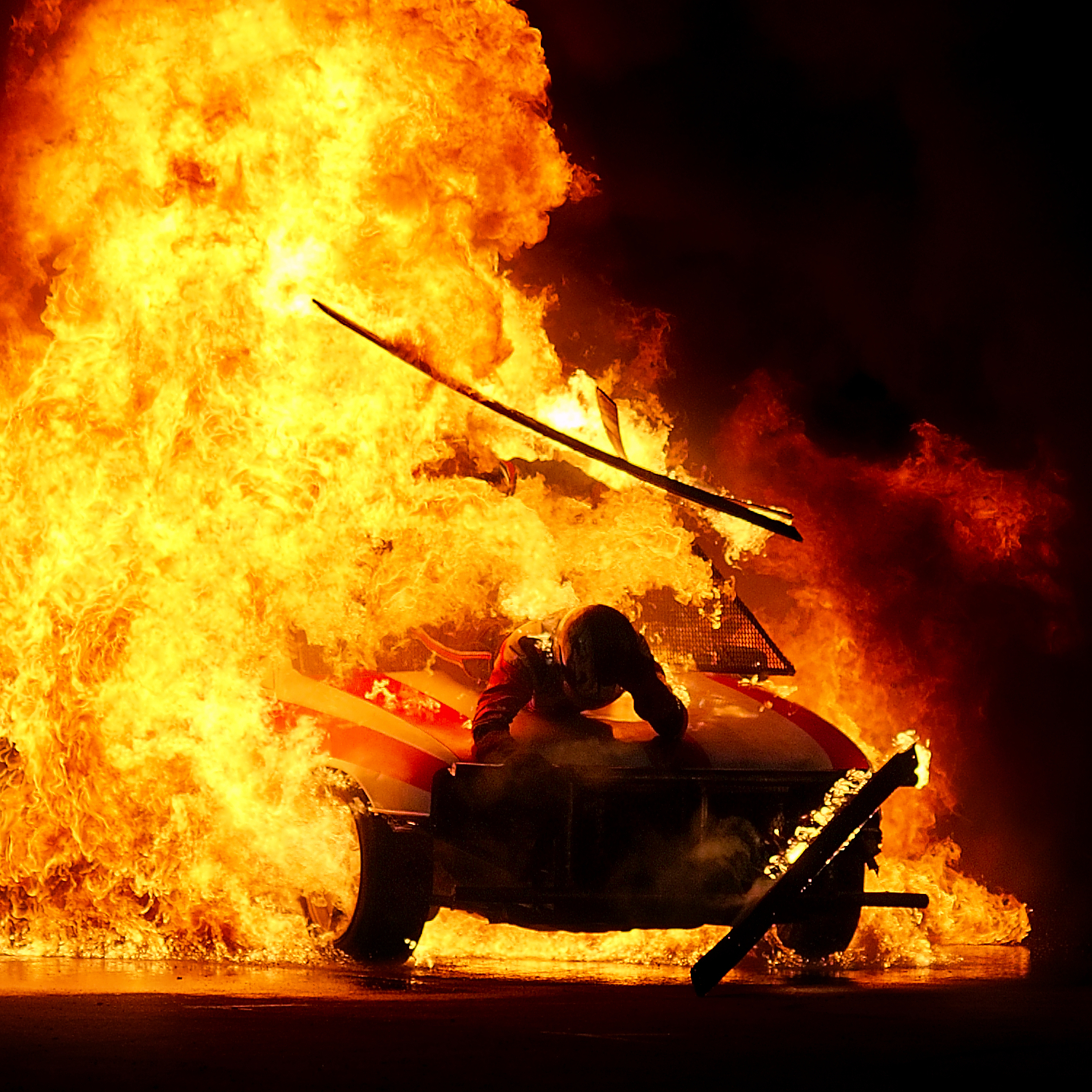

## Novější a přenesený význam slova
Od této starší umělecké profese je odvozen novější (a dnes i patrně mnohem známější) význam tohoto slova, kdy slovy kaskadér a kaskadérství označujeme úzce specializovaného filmového či televizního herce, který zastupuje herce v nebezpečných situacích, kdy by netrénovanému herci hrozil úraz nebo i smrt. Kaskadér běžné herce v těchto situacích zastupuje (dubluje). Kaskadéři velmi často vystupují v dobrodružných, válečných, akčních či kriminálních filmech zábavné povahy, ale vyskytnout se mohou prakticky v jakémkoliv audiovizuálním díle.
V hovorové mluvě tímto slovem někdy označujeme člověka, který se vůči svému okolí nechová v dané situaci zcela bezpečně (např. řidič při ne zcela bezpečném řízení motorového vozidla apod.)

## Příklady kaskadérské činnosti
- pády osob z velké výšky
- skoky do vody z velké výšky
- živý oheň na lidském těle při požáru
- pády z koní nebo pády s koňmi
- automobilové honičky
- letecké a parašutistické výkony